# Lead (Dakota del Sur)
Lead es una ciudad ubicada en el condado de Lawrence en el estado estadounidense de Dakota del Sur. En el Censo de 2010 tenía una población de 3.124 habitantes y una densidad poblacional de 586,38 personas por km².

## Geografía
Lead se encuentra ubicada en las coordenadas 44°21′10″N 103°46′2″O / 44.35278, -103.76722. Según la Oficina del Censo de los Estados Unidos, Lead tiene una superficie total de 5.33 km², de la cual 5.33 km² corresponden a tierra firme y (0%) 0 km² es agua.

## Demografía
Según el censo de 2010, había 3.124 personas residiendo en Lead. La densidad de población era de 586,38 hab./km². De los 3.124 habitantes, Lead estaba compuesto por el 94.56% blancos, el 0.29% eran afroamericanos, el 1.98% eran amerindios, el 0.42% eran asiáticos, el 0.03% eran isleños del Pacífico, el 0.45% eran de otras razas y el 2.27% pertenecían a dos o más razas. Del total de la población el 2.88% eran hispanos o latinos de cualquier raza.